# Grue médiévale de Gdańsk
La grue médiévale de Gdańsk est une grue portuaire et une porte de l'eau classée monument historique le 18 décembre 1959. Elle fait partie du musée maritime national de Gdańsk et est par ailleurs la plus grande et plus ancienne grue portuaire médiévale d'Europe.

## Histoire
La porte de l'eau d'une apparence inconnue existait déjà au même endroit en 1363, elle mentionnée pour la première fois en 1367 avec le nom latin de caranum.
La grue de forme actuelle a été construite dans les années 1442-1444. Deux tours massives en briques, ainsi qu'un mécanisme de levage en bois, ont été érigés dans le style gothique de brique typique des villes hanséatiques.
Depuis sa création elle sert à charger et décharger la cargaison, au ballastage et à monter les mâts de bateaux. Le mécanisme de levage consiste en deux tympans d'un diamètre de six mètres environ. La machine est capable de lever une charge de deux tonnes à une hauteur de 27 mètres ou, après avoir accouplé les deux roues, une charge de quatre tonnes à une hauteur de 11 mètres.
Au début du XVIIe siècle la grue perd son importance militaire. Au fil du temps les tours sont devenues des logements et des ateliers d'artisans, les fenêtres sont installées. 
En 1945 la grue est incendiée lorsque l'armée rouge prend Gdańsk. Les éléments en bois brûlent mais les murs en réchappent partiellement. Le bâtiment est reconstruit à la fin des années 1950.